# Тукан жовтогорлий
Тукан жовтогорлий (Ramphastos sulfuratus) — вид дятлоподібних птахів родини туканових (Ramphastidae). Національний птах Белізу.

## Поширення
Вид поширений на півдні Мексики, в Центральній Америці, на півночі Колумбії та північному заході Венесуели. Мешкає під пологом тропічного і субтропічного вологого лісу на висотах до 1900 м над рівнем моря.

## Опис
Птах завдовжки 42-55 см, вагою 380—500 г. Має чорне оперення, лише груди та горло жовті з червоною каймою. Дзьоб великий, завдовжки 12-15 см, переважно зеленого кольору з червоним кінчиком і помаранчевими сторонами. Хоча дзьоб здається великим і громіздким, насправді він має губчасту порожнисту структури, покриту кератином. Ноги блакитні.

## Спосіб життя
Живе під пологом лісу. Гніздиться в дуплах або на гілках дерев. Харчується плодами, безхребетними, а також яйцями і пташенятами. Самиця відкладає від 3 до 4 білих яєць, які інкубує протягом 16 днів. Пташенята залишаються з батьками 45-50 днів.

## Підвиди
Включає два підвиди:
- R. s. sulfuratus Lesson, 1830 — в південно-східній Мексиці, Белізі та на півночі Гватемали.
- R. s. brevicarinatus Gould, 1854 — на південному сході Гватемали і на південь до півночі Колумбії та на північному заході Венесуели.